# Coroi (okręg Marusza)
Coroi – wieś w Rumunii, w okręgu Marusza, w gminie Coroisânmărtin. W 2011 roku liczyła 145 mieszkańców.